# Hypomyces

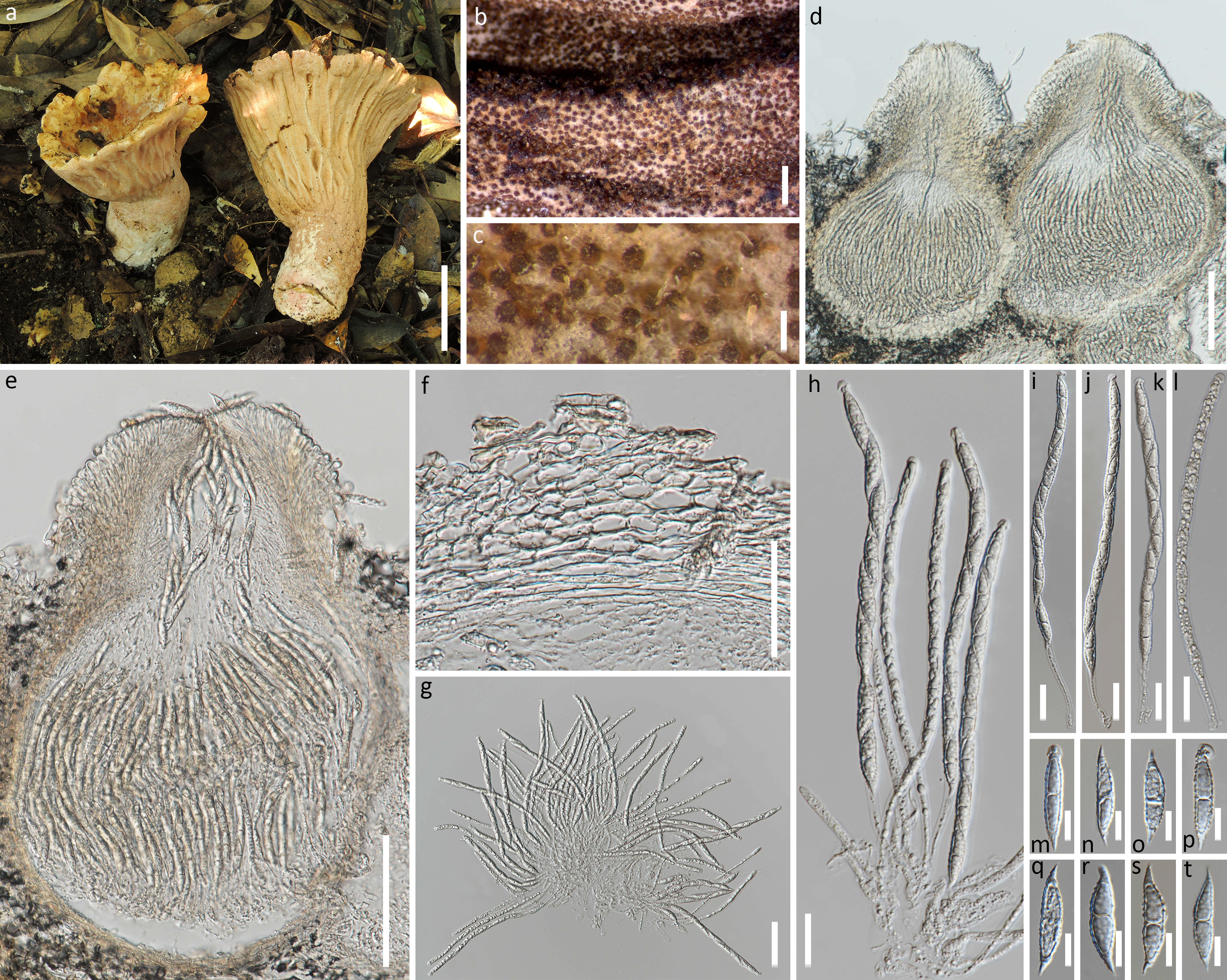
Hypomyces pseudolactifluorum

Hypomyces (Fr.) Tul. & C. Tul. (podgrzybnica) – rodzaj grzybów z klasy Sordariomycetes.

## Charakterystyka
Przeważnie są pasożytami grzybów kapeluszowych, tylko nieliczne gatunki pasożytują na roślinach. Tworzą wełnistą lub filcowatą grzybnię z zanurzonymi w niej lub siedzącymi owocnikami typu perytecjum. Perytecja mniej lub bardziej kuliste, miękkie, białe lub o żywej barwie i mniej lub bardziej wydłużonym ostiolum. Worki o kształcie od cylindrycznego do lancetowatego, zwykle 8-zarodnikowe. Askospory lancetowate z zaostrzonymi końcami, w stanie dojrzałym zwykle z jedną przegrodą, bezbarwne lub o barwie od białej do brązowawej. Parafiz brak. Tworzą także formy bezpłciowe (anamorfy) w postaci grzybni wytwarzającej konidia i chlamydospory.

## Systematyka i nazewnictwo
Pozycja w klasyfikacji według Index Fungorum: Hypocreaceae, Hypocreales, Hypocreomycetidae, Sordariomycetes, Pezizomycotina, Ascomycota, Fungi.
Synonimy: Apiocrea Syd. & P. Syd.,
Bonordenia Schulze
Calonectria sect. Chiajaea Sacc.
Chiajaea (Sacc.) Höhn
Clintoniella (Sacc.) Rehm
Hypocrea subgen. Clintoniella Sacc.
Hypocrea subgen. Hypomyces Fr.
Hypomyces subgen. Peckiella Sacc.
Peckiella (Sacc.) Sacc.
Gatunki występujące w Polsce:
- Hypomyces arachnoideus J. Schröt. 1893[4] – podgrzybnica zgliszczakowa
- Hypomyces aurantius (Pers.) Fuckel 1870 – podgrzybnica pomarańczowa
- Hypomyces cervinus Tul. & C. Tul. 1865 – podgrzybnica piestrzycowa
- Hypomyces chrysospermus Tul. & C. Tul. 1860 – podgrzybnica złotopylna
- Hypomyces deformans (Lagger) Sacc. 1883[4] – podgrzybnica zniekształcająca
- Hypomyces lactifluorum (Schwein.) Tul. 1860 – podgrzybnica gołąbkowa
- Hypomyces lateritius (Fr.) Tul. 1860 – podgrzybnica ceglasta
- Hypomyces linkii Tul. & C. Tul. 1865 – podgrzybnica koralówkowa
- Hypomyces microspermus Rogerson & Samuels 1989 – podgrzybnica drobnozarodnikowa
- Hypomyces ochraceus (Pers.) Tul. & C. Tul. 1865[5]
- Hypomyces rosellus (Alb. & Schwein.) Tul. & C. Tul. 1860 – podgrzybnica różowawa
- Hypomyces torminosus (Mont.) Tul. & C. Tul. 1865 – podstawnica wełniankowa
- Hypomyces viridis P. Karst. 1873 – podgrzybnica zielona

Nazwy naukowe na podstawie Index Fungorum. Wykaz gatunków występujących w Polsce według W. Mułenko i innych źródeł, a ich nazwy polskie na podstawie rekomendacji Komisji ds. nazewnictwa grzybów.